# Flat Witch Island
Flat Witch Island, aussi appelée Little Witch Island, est une île située sur la côte sud-ouest de la Tasmanie en Australie.
D'une superficie de 64 ha, elle fait partie d'un groupe d'îles et de rochers dénommé Maatsuyker Islands (en), et comprend une partie du parc national Southwest et de la zone de nature sauvage de Tasmanie.

## Faune
Les Maatsuyker Islands dont l'île fait partie sont classées Important Bird Area par l'ONG BirdLife International en raison de leur importance pour la nidification d'oiseaux de mer.